# Hugo Hovenkamp
Hugo Hermanus Hovenkamp (Groningen, Països Baixos, 5 d'octubre del 1950) és un exjugador i entrenador de futbol neerlandès, que va jugar a l'AZ Alkmaar a finals de la dècada de 1970 i principis de la de 1980. Va debutar com a jugador professional a les files del FC Groningen.
Hovenkamp va debutar amb la selecció de futbol dels Països Baixos el febrer del 1977, en la victòria per 2-0 contra la selecció de futbol d'Anglaterra. Hovenkamp es va veure obligat a abandonar la selecció durant la Copa del Món de Futbol de 1978 a causa d'una lesió, però com que havia passat el termini per reemplaçar jugadors, la selecció dels Països Baixos es va veure obligada a presentar-se amb un jugador menys. Va disputar, tot i així, el Campionat d'Europa de futbol del 1980 a Itàlia. El seu últim partit com a internacional va ser en el transcurs de la fase de qualificació per al Campionat d'Europa de futbol del 1984, en la derrota que el conjunt neerlandès va patir per 1-0 contra la selecció de futbol d'Espanya. Amb els Països Baixos Hovenkamp va arribar a jugar 31 partits, aconseguint la xifra de 2 gols.